# Анаткас-Марги
Анатка́с-Марги́ (чув. Мăн Марка) — деревня в Чебоксарском районе Чувашской Республики. Входит в состав Ишакского сельского поселения.

## География
Находится в северной части Чувашии на расстоянии приблизительно 15 км на юго-запад по прямой от районного центра поселка Кугеси.

## История
Известна с 1795 года как выселок деревни Марковой (ныне Сятра-Марги) с 17 дворами. В 1859 году учтено 86 дворов, 484 жителя, в 1906—129 дворов, 671 житель, в 1926—167 дворов, 708 жителей, 1939—792 жителя, в 1979—482. В 2002 году было 139 дворов, в 2010—133 домохозяйства. В 1930 образован колхоз «Канаш».

## Население
Постоянное население составляло 287 человек (чуваши 97 %) в 2002 году, 349 в 2010.